# Поньова
Поньо́ва, по́нька (рос. понёва) — старовинний південноросійський та білоруський одяг одружених жінок, різновид спідниці з кількох шматків тканини (як правило, темно-синьої картатої або чорної, рідше червоної) з багато прикрашеним подолом. Була поширена ще наприкінці XIX — початку XX століть. Згідно зі словником Даля, понява, понёва є аналогом української запаски чи плахти (але українські варіанти ширші). Форма понёва походить з південноросійських діалектів. У схожого слова понява відомі й такі значення: «покривало», «накидка», «хустка на голову». У написанні понѩва воно засвідчене вже у Супрасльському рукопису. За походженням воно очевидно пов'язане з прасл. *poęti («пойняти», «обхопити») або *pęti («напинати», пор. «опона»). Малоймовірні версії, що виводять його від лат. pannus («шматина», «клапоть»), грец. πῆνος («тканина»), гот. fana («тканина», «клапоть»).

## Опис
Характерна відмінність поньови від інших видів спідниць полягала в тім, що її шили зазвичай з трьох і більше шматин тканини, спеціально витканих для цього на верстаті. Оскільки ширина верстата становила від 35 см, це спричиняло практику шиття поньов з трьох полотен.
Основу для тканини набирали з вовняних чи конопляних ниток, а утік був вовняним.
Поньову надягали поверх верхньої сорочки, обертали навколо стегон і засмикували на талії за допомогою вовняного очкура — гашника. Залежно від регіону верх поньови міг розташовуватися по-різному: нижче талії, або навпаки, під самими грудьми. Попереду часто надягали фартух.
Залежно від крою розрізнялися розпашні поньови і глухі поньови. Перші складалися з трьох полотнищ і були відкриті спереду чи збоку. Глухі мали додаткове полотнище (прошву, вставку) з іншої тканини, всі їхні полотнища повністю зшивалися. Разом з розпашними поньовами надягався фартух з ліфом — занавіска (аналог української попередниці).

## Інше
У північних російських діалектах словом понява називали не спідницю, а жіноче головне покривало, хустку, а також широкий не по розміру, мішкуватий одяг.

## Галерея

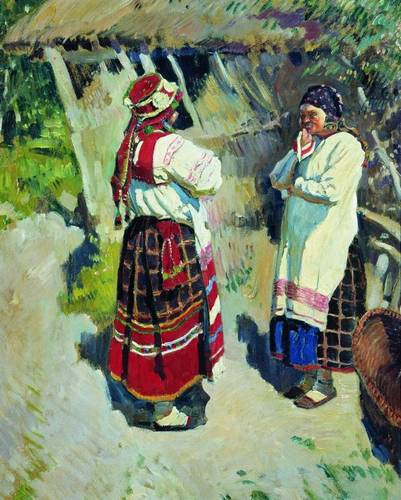
С. А. Виноградов. «Баби тульські», 1889
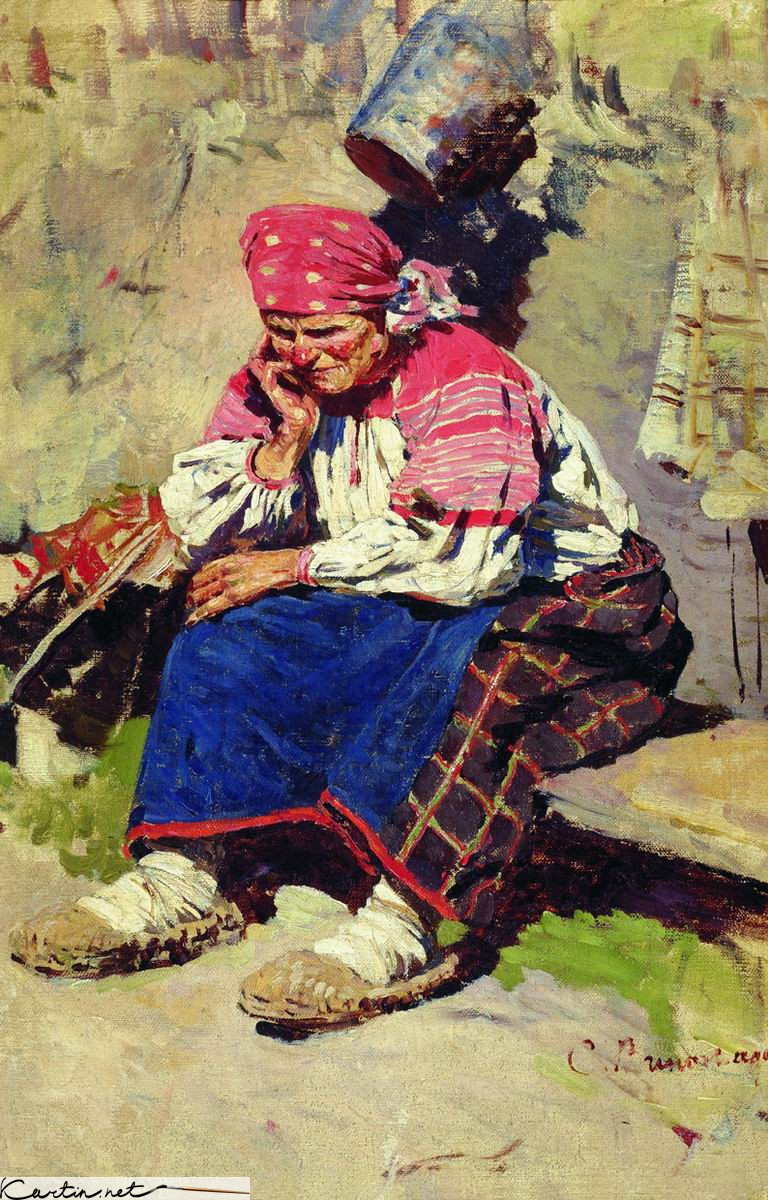
С. А. Виноградов. «Баба», 1890
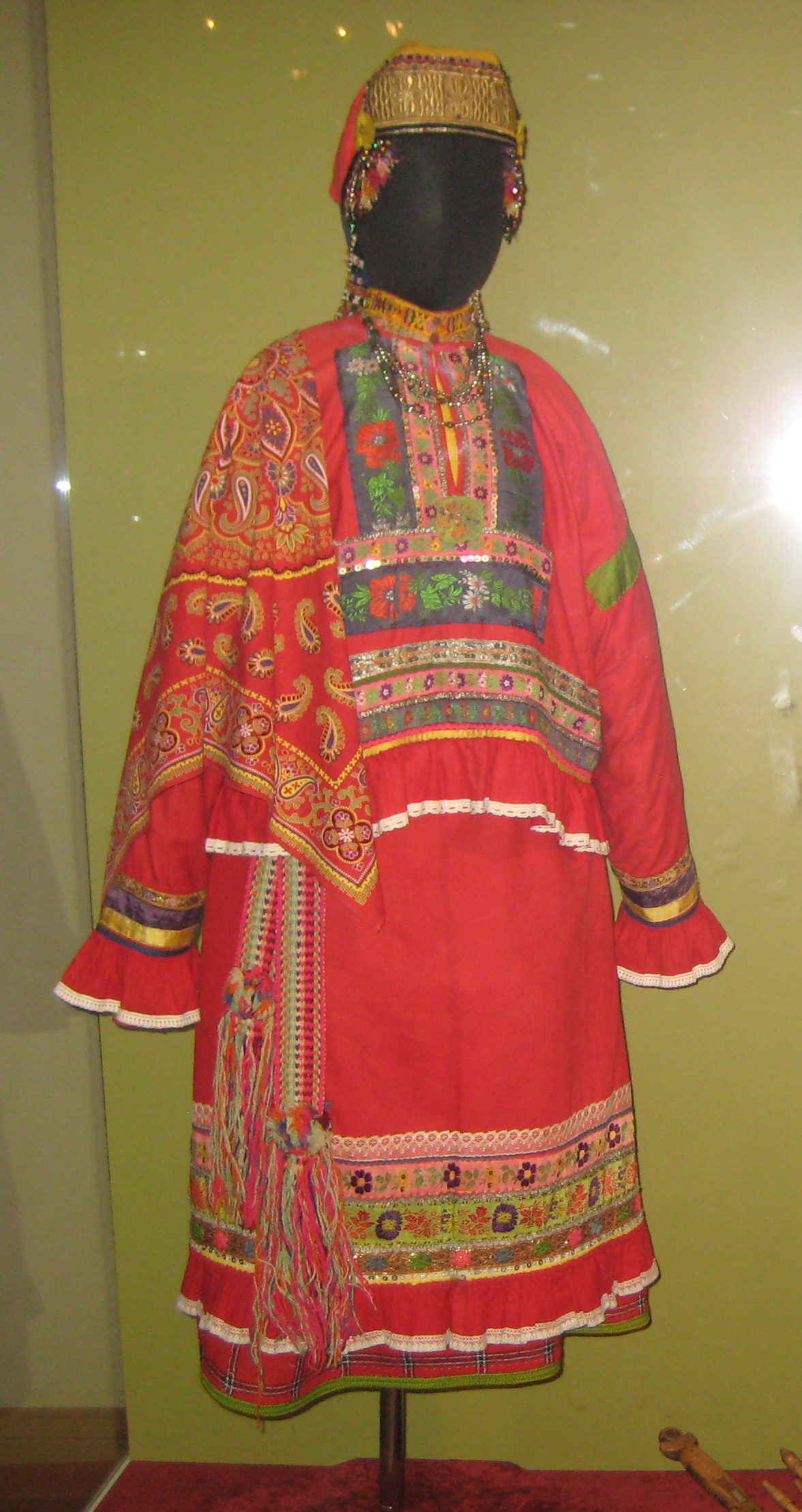
Жіночий святковий костюм: сорочка-«рукава», сорочка-«сарафанчик», поньова, фартух, пояс, намиста, головний убір сорока з 3 частин, хустка. Нижньогородська губернія, с. Починки, 1-а третина 20 ст.
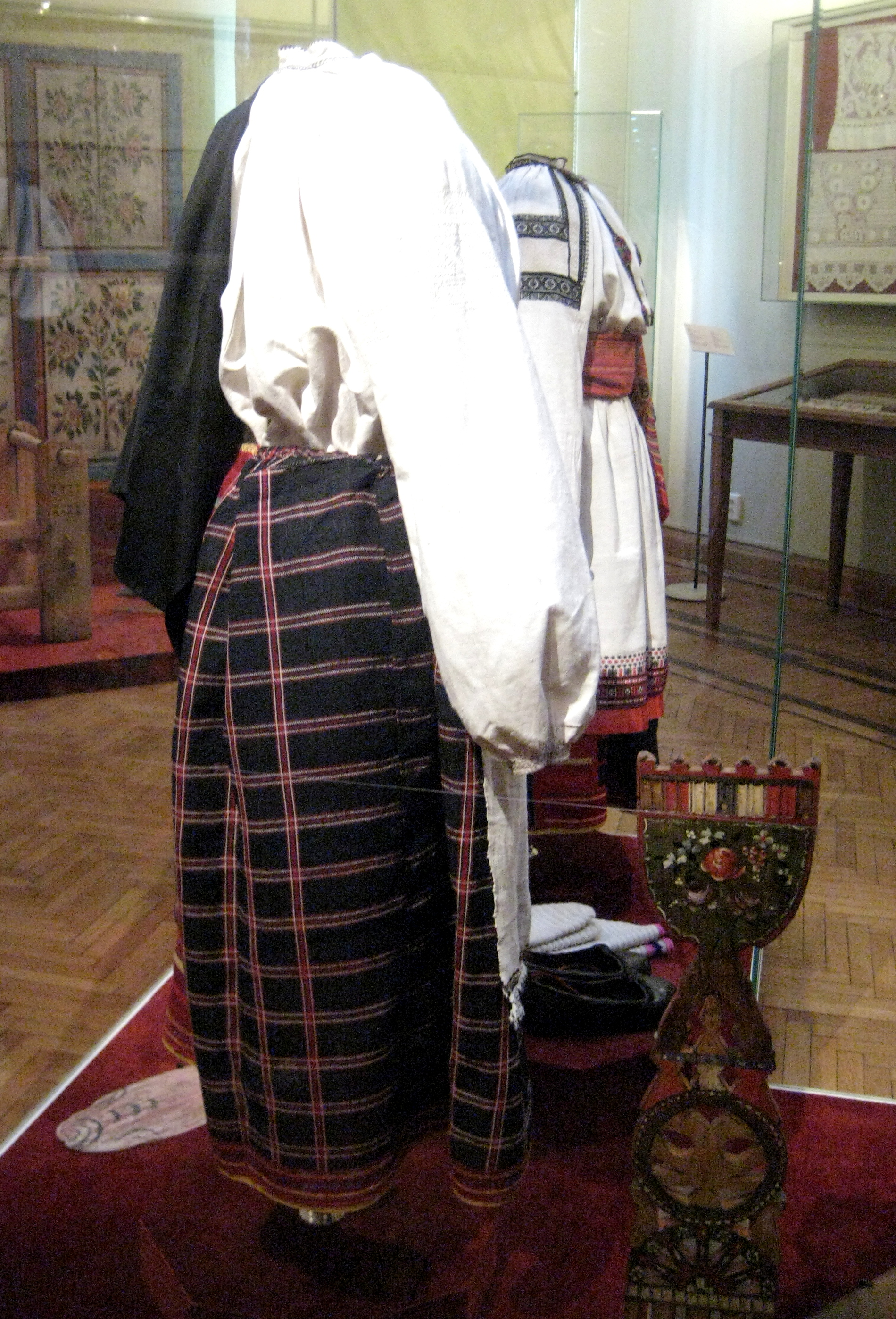
Святковий костюм літньої жінки: сорочка, поньова, фартух-занавіска, хустка. Воронезька губернія, Бірюцький повіт. Кінець XIX — початок XX століття